# 鹪雀莺
，是雀形目鸦雀科的一种鸟类。本种是鹪雀莺属唯一的物种，也是鸦雀科唯一分布于北美洲的类群。
鹪雀莺体重约14.73克，翼长约58毫米，嘴峰长约12.8毫米，喙宽度约3毫米，喙厚度约3.8毫米，跗蹠长约24.9毫米，尾长约83.4毫米。鹪雀莺在其分布区内为留鸟，其栖息在半开放的灌木丛中，食性为杂食性，主要食物来源是陆生无脊椎动物。

## 亚种
- ：分布于俄勒冈州西北部沿海地区。
- ：分布于俄勒冈州西南部。
- ：分布于北加州沿海地区德尔诺特县至马林县一带。
- ：分布于加利福尼亚州莱克县、旧金山湾地区南至圣路易斯-奥比斯波县。
- ：分布于北加州太平洋海岸山脉和内华达山脉，及南加州沿海至墨西哥下加州西北部。[5]